# Sammenslutningen af Danske Småøer
Sammenslutningen af Danske Småøer - også kaldet Ø-sammenslutningen - er en sammenslutning af en række mindre danske øer stiftet i 1974 af 18 øer. I dag (2022) har foreningen 27 øer som medlemmer. Fælles for øerne er, at de har mindre end 1.200 beboere, er uden broforbindelse og ikke er egen kommune.

## Formandskab og bestyrelse

### Formand og bestyrelse
Foreningens formand er Kirsten Sydendal, Fejø
Næstformand er Bjarne Jepsen, Aarø

#### Den øvrige bestyrelse
Katharina Fredslund Jacobsen, Fejø
Anne Kathrine Axelsen, Egholm
Flemming Christensen, Avernakø
Rie Lykke Aagaard, Strynø
Connie Hansen, Aarø
Søren Svennesen, Barsø

## Aktiviteter
Ø-sammenslutningen arbejder bl.a. for regelmæssig færgedrift, adgang til skoler og sundhedstilbud og god bredbånds- og mobildækning på småøerne. Desuden arbejder foreningen for at fremme bosætning, turisme og erhverv, og deler viden mellem øerne, så gode eksempler og idéer bliver spredt.

### Ø-Posten
Sammenslutningen af Danske Småøer udgiver bladet Ø-posten, der sendes til de 27 småøer, samt til støttemedlemmer og samarbejdspartnere.
Bladet udkommer 4 gange om året og er typisk på 20-24 sider.

### Ø-pas
Blandt de tiltag, sammenslutningen har gennemført, er etableringen i 2016 af et ø-pas, der promoverer medlemsøerne samt otte andre (lidt større) øer over for turister. Ø-passet skal gøre det attraktivt for turisterne at besøge flere øer. Dette foregår ved flere tiltag:
- Ensartede beskrivelser af basale forhold om øen, heriblandt hvordan man kommer dertil (færgeforbindelser).
- Mulighed for at konkurrere med andre turister om at besøge flest øer (afkrydsning, let adgang til sociale medier).
- QR-koder til dokumentation af besøg på øerne.
- Præmieudtrækninger i forbindelse med brug af de sociale medier.

Ø-passet var i 2016 en forsøgsordning, som sammenslutningen efterfølgende fik bevilget midler af erhvervsministeriet til at videreudvikle til 2017. Midlerne går blandt andet til engelsk- og tysksprogede versioner samt promovering i udlandet. Ø-passet blev pr. 1. februar 2018 overdraget til Landdistrikternes Fællesråd.

## Medlemmer
De 27 medlemmer er (ultimo 2016):
- Agersø
- Anholt
- Askø
- Avernakø
- Barsø
- Birkholm
- Bjørnø
- Baagø
- Drejø
- Egholm
- Endelave
- Fejø
- Femø
- Fur
- Hjarnø
- Hjortø
- Lyø
- Mandø
- Nekselø
- Omø
- Orø
- Sejerø
- Skarø
- Strynø
- Tunø
- Venø
- Aarø

De otte øer, der herudover deltager i ø-pas-samarbejdet er:
- Als
- Bornholm
- Fanø
- Langeland
- Livø
- Læsø
- Samsø
- Ærø

## Ekstern henvisning
- Sammenslutningen af Danske Småøer
- Sammenslutningen af Danske Småøers facebook-side